# WSPiA Rzeszowska Szkoła Wyższa

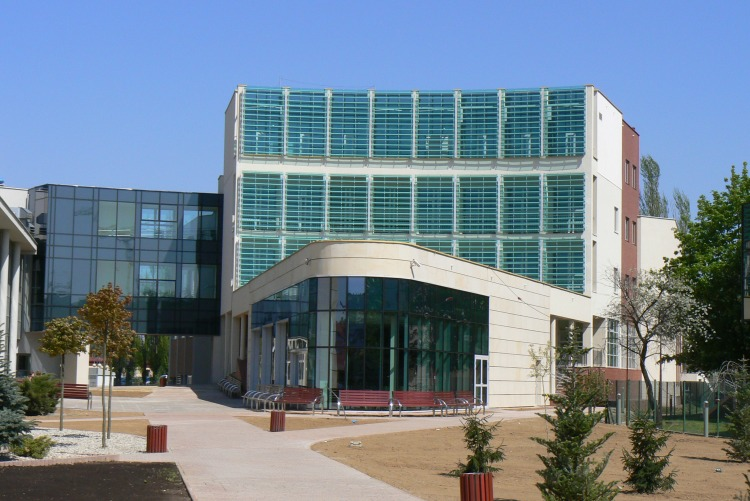
Collegium Iuridicum ul.Cegielniana Rzeszów

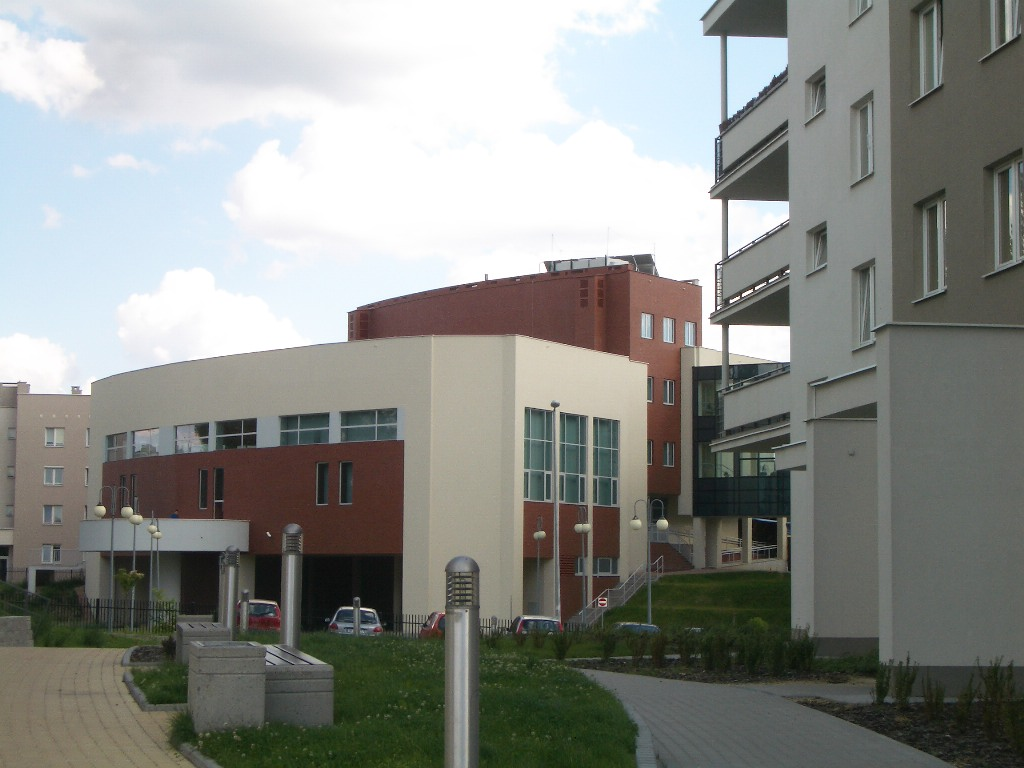
Collegium Iuridicum WSPiA

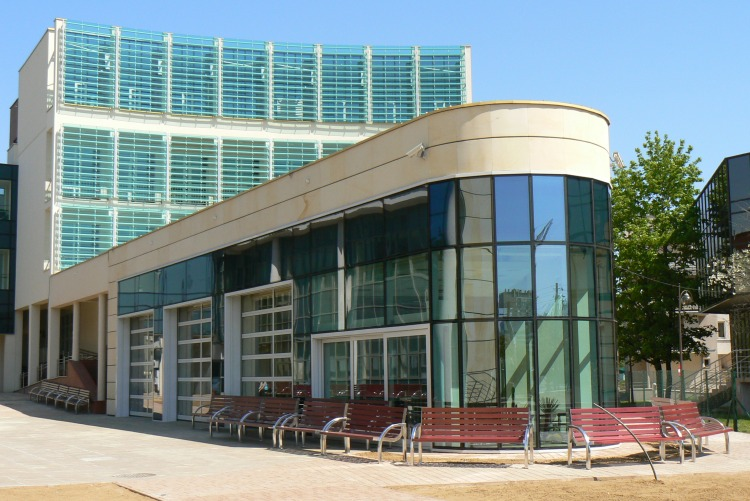
Klub Studencki „Zemsta Docenta” WSPiA Rzeszów

WSPiA Rzeszowska Szkoła Wyższa (WSPiA) – najstarsza niepubliczna szkoła wyższa w województwie podkarpackim, założona w 1995 roku i wpisana do rejestru uczelni niepublicznych pod numerem 75. Patronat nad WSPiA objął Uniwersytet Marii Curie-Skłodowskiej w Lublinie. Do grudnia 2007 działała pod nazwą Wyższa Szkoła Administracji i Zarządzania, a następnie pn. Wyższa Szkoła Prawa i Administracji Rzeszów – Przemyśl. Obecnie Uczelnia nosi nazwę WSPiA Rzeszowska Szkoła Wyższa a jej siedziba znajduje się w Rzeszowie. Posiada status niepublicznej uczelni akademickiej.
WSPiA jest również językowym centrum egzaminacyjnym City and Guilds od maja 2004 i TOLES od stycznia 2011 roku.
W roku 2009 na uczelni studiowało ok. 10 000 studentów. Uczelnia prowadzi studia dzienne i zaoczne na kierunkach – Administracja (I i II stopień), Zarządzanie (I stopień), Bezpieczeństwo wewnętrzne (I i II stopień), Prawo (jednolite magisterskie). Jest też organizatorem międzynarodowych i ogólnopolskich konferencji naukowych.

## Władze Uczelni[3]
- Rektor – dr hab. Jerzy Posłuszny, prof. WSPiA
- Prorektor – dr hab. prof. WSPiA Bożena Sowa
- Prorektor – dr Przemysław Niemczuk
- Prorektor – dr hab. Anna Świerczewska-Gąsiorowska, prof. WSPiA

Kolegium Prawa
- Dziekan – Rektor prof. dr hab. Jerzy Posłuszny

Kolegium Bezpieczeństwa Wewnętrznego i Kryminologii
- Dziekan – dr hab. Anna Świerczewska-Gąsiorowska, prof. WSPiA

Kolegium Administracji
- Dziekan – Prorektor dr Przemysław Niemczuk

Kolegium Zarządzania
- Dziekan – Prorektor dr hab. Bożena Sowa, prof. WSPiA

Centrum Kształcenia Praktycznego
- Dyrektor – dr Hubert Kawalec

Centrum Edukacji Dodatkowej
- Dyrektor – dr Hubert Kawalec

## Wykładowcy
- prof. Jerzy Posłuszny (prawo administracyjne, prawo finansowe),
- prof. Andrzej Zoll (prawo karne),
- prof. Zbigniew Ćwiąkalski (prawo karne),
- prof. Bożena Wieczorska (prawo administracyjne, prawo gospodarcze),
- prof. Andrzej Witkowski (historia administracji, historia państwa i prawa),
- prof. Zbigniew Czarnik (prawo administracyjne, postępowanie administracyjne),
- prof. Robert Sawuła (prawo administracyjne, postępowanie administracyjne),
- prof. Antoni Dral (prawo pracy i ubezpieczeń społecznych),
- prof. Krzysztof Eckhardt (prawo konstytucyjne),
- prof. Zdzisław Gawlik (prawo cywilne),
- prof. Kazimierz Jaremczuk (zarządzanie),
- prof. Jerzy Kitowski (ekonomia, analiza ekonomiczno-finansowa),
- prof. Wiesław Czyżowicz (prawo celne i stosunki międzynarodowe),
- prof. Andrzej Grabowski (logika prawnicza, retoryka, erystyka),
- prof. Maciej Muliński (postępowanie cywilne),
- prof. dr. Andrzej Kisielewicz (prawo pracy i ubezpieczeń społecznych oraz prawo własności intelektualnej),
- prof. Janusz Raglewski (prawo karne, prawo o wykroczeniach),
- prof. Andrzej Sakowicz (postępowanie karne),
- ks. prof. Marek Story (antyczne korzenie współczesnego prawa, komparatystyka prawnicza, symulacje procesowe, łacińska terminologia prawnicza, prawo wyznaniowe i kanoniczne),
- gen. bryg. rez. prof. Tomasz Bąk (nauki wojskowe),
- dr hab. Bożena Sowa, prof. WSPiA (ekonomia, rachunkowość),
- dr hab. Anna Świerczewska-Gąsiorowska, prof. WSPiA (kryminologia,     bezpieczeństwo wewnętrzne),
- dr Hubert Kawalec (socjologia, Public Relations, marketing),
- dr Mirosław Kurek (ekonomia, ekonomika przemysłu),
- dr Przemysław Niemczuk (prawo administracyjne, bezpieczeństwo wewnętrzne),
- dr Grażyna Pelewicz (finanse publiczne i prawo finansowe, prawo podatkowe),

## Dydaktyka
Uczelnia prowadzi studia w trybie stacjonarnym i niestacjonarnym na sześciu kierunkach:
- Administracja (I i II stopień),
- Zarządzanie (I stopień)
- Bezpieczeństwo wewnętrzne (I i II stopień),
- Prawo (jednolite magisterskie).
- Kryminologia (I stopień)
- Transport - Spedycja - Logistyka (I stopień)

Uczelnia prowadzi również studia podyplomowe na 20 kierunkach. Od 2011 roku w ofercie WSPiA są też studia trzeciego stopnia (prowadzone w formie seminariów doktoranckich) z zakresu nauk prawnych.
Dodatkowo Szkoła realizuje program „Studia w Polsce dla młodzieży polskiego pochodzenia z Ukrainy”, wdrożony po 2000 roku.

## Katedry
- Katedra Prawa Administracyjnego i Nauki Administracji
- Katedra Postępowania Administracyjnego i Sądowoadministracyjnego
- Katedra Prawa Cywilnego i Prawa Pracy
- Katedra Prawa Konstytucyjnego i Stosunków Międzynarodowych
- Katedra Ogólnej Nauki o Państwie i Prawie
- Katedra Prawa Karnego
- Katedra Historii Państwa i Prawa
- Katedra Prawa Gospodarczego i Handlowego
- Katedra Nauk o Zarządzaniu i Ekonomii
- Katedra Finansów i Prawa Finansowego

## Działalność studencka
- Samorząd Studencki
- Stowarzyszenie Studenckie „Juvenes”
- Stowarzyszenie Studenckie „Feniks”
- Gazeta studencka „Esemes”
- Koła Naukowe
  - Koło Naukowe Karnistów „Lex”
  - Koło Naukowe Bezpieczeństwa Wewnętrznego "Pro Securitas"
  - Europejskie Koło Naukowe
  - Koło Naukowe Zarządzania Kadrami
  - Koło Naukowe Kryminalistyki i Kryminologii
  - Grupa Studenci Dla Praw Człowieka
  - Koło Naukowe Socjologii Stosowanej i Marketingu
  - Koło Naukowe Prawników-Administratywistów
  - Koło Naukowe Prawa Gospodarczego
  - Klub Rozwoju Osobistego
  - Koło Naukowe Cywilistów „Iustus”
  - Koło Naukowe Biznesu
  - Koło Naukowe Innowacji w Administracji
  - Koło Naukowe Administratywistów i Prawników
  - Penitencjarne Koło Naukowe
  - Koło Strzeleckie „LOK” WSPiA
- Rzecznik Praw Studenta
- Klub Uczelniany AZS (sekcje: Aerobik, Kick Boxing, Koszykówka – kobiet, Koszykówka – mężczyzn, Piłka Nożna / Futsal – mężczyzn, Piłka Siatkowa – kobiet, Piłka Siatkowa – mężczyzn, Sekcja Siłowni, Sekcja Tańca Towarzyskiego, Sekcja Piłki Ręcznej)
- Klub Studencki „Zemsta Docenta"
- Chór Uczelniany WSPiA
- Stowarzyszenie Absolwentów
- Studenckie Biuro Porad Prawnych „Klinika prawa”[4]

## Wydawnictwo
- Wydawnictwo WSPiA
- Gazeta studencka „Esemes”
- Czasopismo „Administracja”